# Puchar Świata Siłaczy 2006: Wiedeń
Puchar Świata Siłaczy 2006: Wiedeń – szóste w 2006 r. zawody
siłaczy z cyklu Puchar Świata Siłaczy.
Data: 21 października 2006 r.

Miejsce: Wiedeń  Austria
WYNIKI ZAWODÓW:
| Miejsce | Zawodnik           | Kraj              | Punkty           |
| ------- | ------------------ | ----------------- | ---------------- |
| 1.      | Stojan Todorczew   | Bułgaria          | 57,5             |
| 2.      | Wasyl Wirastiuk    | Ukraina           | 57               |
| 3.      | Erwin Katona       | Serbia            | 56               |
| 4.      | Antanas Abrutis    | Litwa             | 45               |
| 5.      | Tarmo Mitt         | Estonia           | 43,5             |
| 6.      | Sławomir Toczek    | Polska            | 42,5             |
| 7.      | Elbrus Nigmatullin | Rosja             | 37,5             |
| 8.      | Sebastian Wenta    | Polska            | 36               |
| 9.      | Florian Trimpl     | Niemcy            | 25               |
| 10.     | Raivis Vidzis      | Łotwa             | 24,5             |
| 11.     | Marshall White     | Stany Zjednoczone | 22,5             |
| 12.     | Martin Torker      | Austria           | 12               |
| 13.     | Ralf Ber           | Austria           | 8 (kontuzjowany) |